# Aum
Aum eller Om (devanagari: ॐ) er en stavelse, som tillægges stor betydning inden for hinduismen, buddhismen, i megen østlig filosofi generelt og ligeledes i visse esoteriske og okkulte kredse. Aum regnes generelt for det helligste af alle mantraer og indgår tillige i et utal af andre mantraer, hvorfor det er stort set allestedsnærværende i Indien og indisk religion.
|  |  |

## Lyd og tegn
Mantraet er sammensat af tre lyde, nemlig [a], [u] og [m], hvoraf de to første danner en diftong. Disse tre lyde siges i den hinduistiske tradition at betegne de tre primære, hinduistiske guder: skaberen Brahma, vedligeholderen Vishnu og ødelæggeren Shiva. Alternativt siges de også undertiden at betegne de tre sindstilstande: vågen, drøm og søvn.
I den mest udbredte indiske skrift, devanagari, har netop denne stavelse et selvstændigt symbol, ॐ, som også har nydt en vis udbredelse i Vesten – særligt i forbindelse med udsmykning. I unicode kodes devanagari-tegnet ॐ med U+0950. Tegnet er en ligatur af diftongen औ U+0914 der udtales [au] og det diakritiske tegn chandrabindu ँ U+0901, der enten angiver en nasallyd eller som her et afsluttende "n" eller "m".
Selvstændige symboler for aum-stavelsen findes også i en række andre østlige skrifttyper, således f.eks. tibetansk og tamilsk skrift.

## Betydning
I hinduismen kaldes stavelsen udgitha (højsangen) eller praṇavamantra (det rungende mantra) og i visse tekster siges hele den sansede verden at være opstået af den resonans, der fremkom, da mantraet ved tidens begyndelse udtaltes. I den forbindelse siges en rest af dette urmantras ekko endnu at gennemsyre hele universet og hvert væsen i det, hvorfor mantraet inden for hinduismen regnes for det helligste af alle mantraer og indgår i stort set alle bønner. Mantraet danner tillige grundstammen i de fleste andre mantraer, noget der også gælder mere vestlige traditioner som fx transcendental meditation.
Dette gælder i vid forstand også ordets brug i vestlige, esoteriske sammenhænge, hvor lyden opfattes som altets resonans; selve urlyden. Man hæfter sig ved, at visse religiøse skrifter (som fx Johannesevangeliet) sætter "Ordet" ved altets begyndelser og opfatter dette ur-ord som stavelsen aum, der forstås som en manifestation af det højeste væsen, gud. I esoterisk sammenhæng lignes mantraets tre elementer også med ild, vand og luft, og mantraet påstås undertiden at have samme udspring som ord som amen, amin og Amun.